# سپیریت ریور، آلبرتا
سپیریت ریور، آلبرتا (به انگلیسی: Spirit River, Alberta) یک منطقهٔ مسکونی در کانادا است که در آلبرتا شمالی واقع شده‌است. سپیریت ریور ۹۹۵ نفر جمعیت دارد و ۶۴۰ متر بالاتر از سطح دریا واقع شده‌است.